# Класификация на кокошоподобните
Класификацията на кокошоподобните по-долу включва всички представители на разред Кокошоподобни (Galliformes).

## Класификация
Разред Кокошоподобни 
- Семейство †Paraortygidae Mourer-Chauviré, 1992
  - Род †Paraortyx Brodkorb, 1964
    - Вид †Paraortyx brancoi Gaillard, 1908
    - Вид †Paraortyx lorteti Gaillard, 1908

  - Род †Pirortyx Brodkorb, 1964
    - Вид †Pirortyx major (Gaillard, 1939)
- Семейство †Quercymegapodiidae Mourer-Chauviré, 1992
  - Род †Ameripodius Alvarenga, 1995
    - Вид †Ameripodius alexis Mourer-Chauviré, 2000
    - Вид †Ameripodius silvasantosi Alvarenga, 1995

  - Род †Palintropus Brodkorb, 1970
    - Вид †Palintropus retusus (Marsh, 1892)

  - Род †Quercymegapodius Mourer-Chauviré, 1992
    - Вид †Quercymegapodius brodkorbi Mourer-Chauviré, 1992
    - Вид †Quercymegapodius depereti (Gaillard, 1908)

  - Род †Taubacrex Alvarenga, 1988
    - Вид †Taubacrex granivora Alvarenga, 1988
- Семейство †Sylviornithidae Mourer-Chauviré & Balouet, 2005
  - Род †Sylviornis Poplin, 1980
    - Вид †Sylviornis neocaledoniae Poplin, 1980
- Семейство Големокраки кокошки (Megapodiidae) Lesson, 1831 – Кокошки боклукчийки
  - Род Macrocephalon S. Muller, 1846
    - Вид Малео (Macrocephalon maleo) Statius Müller, 1846

  - Род Eulipoa Ogilvie-Grant, 1893
    - Вид Молукска големокрака кокошка (Eulipoa wallacei) Gray, 1860

  - Род Megapodius Gaimard, 1823
    - Вид †Megapodius molistructor Balouet e Olson, 1989
    - Вид Megapodius affinis Meyer, 1874
    - Вид Megapodius bernsteinii Schlegel, 1866
    - Вид Megapodius cumingii Dillwyn, 1853
    - Вид Megapodius eremita Hartlaub, 1868
    - Вид Megapodius forstenii G.R. Gray, 1847
    - Вид Megapodius freycinet Gaimard, 1823
    - Вид Megapodius geelvinkianus A.B. Meyer, 1874
    - Вид Megapodius laperouse Gaimard, 1823
    - Вид Megapodius layardi Tristram, 1879
    - Вид Megapodius nicobariensis Blyth, 1846
    - Вид Megapodius pritchardii G.R. Gray, 1864
    - Вид Megapodius reinwardt Dumont, 1823
    - Вид Megapodius tenimberensis P.L. Sclater, 1883

  - Род Leipoa Gould, 1840
    - Вид Очилата големокрака кокошка (Leipoa ocellata) Gould, 1840

  - Род Alectura Latham, 1824
    - Вид Австралийска храстова кокошка (Alectura lathami) J.E. Gray, 1831 – Талега

  - Род Aepypodius Oustalet, 1880
    - Вид Aepypodius arfakianus (Salvadori, 1877)
    - Вид Aepypodius bruijnii (Oustalet, 1880)

  - Род Talegalla Lesson, 1828
    - Вид Talegalla cuvieri (Lesson, 1828)
    - Вид Talegalla fuscirostris (Salvadori, 1877)
    - Вид Talegalla jobiensis Meyer, 1874
- Семейство Краксови (Cracidae) Vigors, 1825
  - Подсемейство Гуани (Penelopinae)
    - Род Penelopina Reichenbach, 1861
      - Вид Черна чачалака (Penelopina nigra) Reichenbach, 1861

    - Род Chamaepetes Wagler, 1832
      - Вид Chamaepetes unicolor Salvin, 1867
      - Вид Chamaepetes goudotii (Lesson, 1828)

    - Род Penelope Merrem, 1786
      - Вид Белокрил гуан (Penelope albipennis) Taczanowski, 1878
      - Вид Penelope argyrotis (Bonaparte, 1856)
      - Вид Penelope barbata Chapman, 1921
      - Вид Penelope dabbenei Hellmayr & Conover, 1942
      - Вид Penelope jacquacu Spix, 1825
      - Вид Penelope jacucaca Spix, 1825
      - Вид Penelope marail (Statius Muller, 1776)
      - Вид Penelope montagnii (Bonaparte, 1856)
      - Вид Penelope obscura Temminck, 1815
      - Вид Penelope ochrogaster Pelzeln, 1870
      - Вид Penelope ortoni Salvin, 1874
      - Вид Penelope perspicax Bangs, 1911
      - Вид Penelope pileata Wagler, 1830
      - Вид Качулат пурпурноврат гуан (Penelope purpurascens) Wagler, 1830
      - Вид Penelope superciliaris Temminck, 1815

    - Род Aburria Reichenbach, 1853
      - Вид Aburria aburri (Lesson, 1828)

    - Род Pipile Bonaparte, 1856
      - Вид Pipile cujubi (Pelzeln, 1858)
      - Вид Pipile cumanensis (Jacquin, 1784)
      - Вид Черночела креслива чачалака (Pipile jacutinga) (Spix, 1825)
      - Вид Тринидадска креслива чачалака (Pipile pipile) (Jacquin, 1784)

    - Род Ortalis Merrem, 1786
      - Вид Ortalis araucuan (Spix, 1825)
      - Вид Ortalis canicollis (Wagler, 1830)
      - Вид Ortalis cinereiceps J.E. Gray, 1867
      - Вид Ortalis columbiana Hellmayr, 1906
      - Вид Ortalis erythroptera Sclater & Salvin, 1870
      - Вид Ortalis garrula (Humboldt, 1805)
      - Вид Ortalis guttata (Spix, 1825)
      - Вид Ortalis leucogastra (Gould, 1843)
      - Вид Ortalis motmot (Linnaeus, 1766)
      - Вид Ortalis poliocephala (Wagler, 1830)
      - Вид Ortalis ruficauda Jardine, 1847
      - Вид Ortalis ruficeps (Wagler, 1830)
      - Вид Ortalis superciliaris Gray, 1867
      - Вид Ortalis squamata Lesson, 1829
      - Вид Равнинна чачалака (Ortalis vetula) (Wagler, 1830)
      - Вид Ortalis wagleri Gray, 1867

  - Подсемейство Oreophasinae
    - Род Oreophasis G.R. Gray, 1844
      - Вид Рогат гуан (Oreophasis derbianus) Gray, 1844

  - Подсемейство Cracinae (Vigors, 1825)
    - Род Nothocrax Burmeister, 1856
      - Вид Nothocrax urumutum (Spix, 1825)

    - Род Crax Linnaeus, 1758 
      - Вид Синеклюн кракс (Crax alberti) Fraser, 1852
      - Вид Crax alector Linnaeus, 1766
      - Вид Червеноклюн кракс (Crax blumenbachii) Spix, 1825
      - Вид Жълтоклюн кракс (Crax daubentoni) G.R. Gray, 1867
      - Вид Гололик кракс (Crax fasciolata) Spix, 1825
      - Вид Оранжевоклюн кракс (Crax globulosa) Spix, 1825
      - Вид Голям кракс (Crax rubra) Linnaeus, 1758

    - Род Mitu Lesson, 1831
      - Вид †Алагоаски кракс (Mitu mitu) (Linnaeus, 1766)
      - Вид Mitu tomentosum (Spix, 1825)
      - Вид Mitu salvini Reinhardt, 1879
      - Вид Mitu tuberosum (Spix, 1825)

    - Род Pauxi Temminck, 1813
      - Вид Pauxi koepckeae Weske & Terborgh, 1971
      - Вид Шлемоглав кракс (Pauxi pauxi) (Linnaeus, 1766)
      - Вид Pauxi unicornis Bond & Meyer de Schauensee, 1939
- Надсемейство Phasianoidea Vigors, 1825
  - Семейство †Gallinuloididae Lucas, 1900
    - Род †Gallinuloides Eastman, 1900
      - Вид †Gallinuloides wyomingensis Eastman, 1900

    - Род †Paraortygoides Mayr, 2000
      - Вид †Paraortygoides messelensis Mayr, 2000
      - Вид †Paraortygoides radagasti Dyke & Gulas, 2002

  - Семейство Odontophoridae (Gould, 1844)
    - Род Dendrortyx Gould, 1844
      - Вид Dendrortyx barbatus Gould, 1846
      - Вид Dendrortyx macroura (Jardine & Selby, 1828)
      - Вид Dendrortyx leucophrys (Gould, 1844)

    - Род Oreortyx S.F. Baird, 1858
      - Вид Oreortyx pictus (Douglas, 1829)

    - Род Callipepla Wagler, 1832
      - Вид Callipepla squamata Vigors, 1830
      - Вид Callipepla douglasii (Vigors, 1829)
      - Вид Калифорнийски пъдпъдък (Callipepla californica) (Shaw, 1798)
      - Вид Callipepla gambelii (Gambel, 1843)

    - Род Philortyx (Gould, 1846)
      - Вид Philortyx fasciatus (Gould, 1844)

    - Род Colinus Goldfuss, 1820
      - Вид Colinus cristatus (Linné, 1766)
      - Вид Colinus leucopogon (Lesson, 1842)
      - Вид Colinus nigrogularis (Gould, 1843)
      - Вид Масков вирджински пъдпъдък (Colinus virginianus) Linnaeus, 1758

    - Род Odontophorus Vieillot, 1816
      - Вид Odontophorus atrifrons Allen, 1900
      - Вид Odontophorus balliviani Gould, 1846
      - Вид Odontophorus capueira (Spix, 1825)
      - Вид Odontophorus columbianus Gould, 1850
      - Вид Odontophorus dialeucos Wetmore, 1963
      - Вид Odontophorus erythrops Gould, 1859
      - Вид Odontophorus gujanensis (Gmelin, 1789)
      - Вид Odontophorus guttatus (Gould, 1838)
      - Вид Odontophorus hyperythrus Gould, 1858
      - Вид Odontophorus leucolaemus Salvin, 1867
      - Вид Odontophorus melanonotus Gould, 1860
      - Вид Odontophorus melanotis Salvin, 1865
      - Вид Odontophorus speciosus Tschudi, 1843
      - Вид Odontophorus stellatus (Gould, 1843)
      - Вид Колумбийски горки пъдпъдък (Odontophorus strophium) (Gould, 1844) – Герданест горски пъдпъдък

    - Род Dactylortyx Ogilvie-Grant, 1893
      - Вид Dactylortyx thoracicus (Gambel, 1848)

    - Род Cyrtonyx Gould, 1844
      - Вид Мексикански пъдпъдък (Cyrtonyx montezumae) (Vigors, 1830)
      - Вид Cyrtonyx ocellatus (Gould, 1837)

    - Род Rhynchortyx Ogilvie-Grant, 1893
      - Вид Rhynchortyx cinctus (Salvin, 1876)

  - Семейство Токачкови (Numididae) Sélys Longchamps, 1842
    - Род Agelastes Bonaparte, 1850
      - Вид Белогърда токачка (Agelastes meleagrides) Bonaparte, 1850
      - Вид Черна токачка (Agelastes niger) (Cassin, 1857)

    - Род Токачки (Numida) (Linnaeus, 1766)
      - Вид Обикновена токачка (Numida meleagris) (Linnaeus, 1758)

    - Род Guttera Wagler, 1832
      - Вид Качулата токачка (Guttera plumifera) (Cassin, 1857)
      - Вид Гребенеста токачка (Guttera pucherani) (Hartlaub, 1861)

    - Род Acryllium G.R.Gray, 1840
      - Вид Лешоядова токачка (Acryllium vulturinum) (Hardwicke, 1834)

  - Семейство Фазанови (Phasianidae) Horsfield, 1821
    - Подсемейство Phasianinae Horsfield, 1821
      - Род Ithaginis Wagler, 1832
        - Вид Кървав фазан (Ithaginis cruentus) (Hardwicke, 1821)

      - Род Трагопани (Tragopan) Cuvier, 1829
        - Вид Трагопан на Блит (Tragopan blythii) (Jerdon, 1870)
        - Вид Трагопан на Кабот (Tragopan caboti) (Gould, 1857)
        - Вид Черноглав трагопан (Tragopan melanocephalus) (J. E. Gray, 1829)
        - Вид Сатир трагопан (Tragopan satyra) (Linnaeus, 1758)
        - Вид Трагопан на Теминк (Tragopan temminckii) (J. E. Gray, 1831)

      - Род Кокласи (Pucrasia) G.R. Gray, 1841
        - Вид Коклас фазан (Pucrasia macrolopha) (Lesson, 1829)

      - Род Кокошки (Gallus) Brisson, 1760
        - Вид Банкивска кокошка (Gallus gallus) (Linnaeus, 1758)
        - Вид Сива кокошка (Gallus sonneratii) (Temminck, 1813) – Сонератов петел, Креслив петел
        - Вид Шриланкска кокошка (Gallus lafayetii) Lesson, 1831 – Цейлонска кокошка, Петел на джунглата
        - Вид Зелена кокошка (Gallus varius) (Shaw, 1798) – Явански петел

      - Род Lophura Fleming, 1822
        - Вид Булверов фазан (Lophura bulweri) (Sharpe, 1874)
        - Вид Сиамски фазан (Lophura diardi) (Bonaparte, 1856)
        - Вид Едуардов фазан (Lophura edwardsi) (Oustalet, 1896)
        - Вид Безгребенест огненокръст фазан (Lophura erythrophthalma) (Raffles, 1822)
        - Вид Виетнамски огненокръст фазан (Lophura hatinhensis) (Vo Quy & Do Ngoc Quang, 1965)
        - Вид Суматрийски фазан (Lophura hoogerwerfi) (Chasen, 1939)
        - Вид Качулат огненокръст фазан (Lophura ignita) (Shaw, 1798)
        - Вид Императорски фазан (Lophura imperialis) Delacour & Jabouille, 1924
        - Вид Салвадоров фазан (Lophura inornata) (Gould, 1863)
        - Вид Непалски фазан (Lophura leucomelanos) (Latham, 1790)
        - Вид Сребърен фазан (Lophura nycthemera) (Linnaeus, 1758)
        - Вид Седлат фазан (Lophura swinhoii) (Gould, 1863)

      - Род Ушати фазани (Crossoptilon) Hodgson, 1838
        - Вид Син ушат фазан (Crossoptilon auritum) (Pallas, 1811)
        - Вид Бял ушат фазан (Crossoptilon crossoptilon) Hodgson, 1838
        - Вид Тибетски ушат фазан (Crossoptilon harmani) Elwes, 1881
        - Вид Сивокафяв ушат фазан (Crossoptilon mantchuricum) Swinhoe, 1863

      - Род Catreus Cabanis, 1851
        - Вид Фазан присмехулник (Catreus wallichii) (Hardwicke, 1827) – Валихов фазан

      - Род Syrmaticus Wagler, 1832
        - Вид Фазан на Елиът (Syrmaticus ellioti) (Swinhoe, 1872)
        - Вид Фазан на Юм (Syrmaticus humiae) (Hume, 1881)
        - Вид Микадо (Syrmaticus mikado) (Ogilvie-Grant, 1906)
        - Вид Кралски фазан (Syrmaticus reevesi) J.E. Gray, 1829)
        - Вид Меден фазан (Syrmaticus soemmerringi) (Temminck, 1830)

      - Род Фазани (Phasianus) Linnaeus, 1758
        - Вид Колхидски фазан (Phasianus colchicus) Linnaeus, 1758
        - Вид Японски фазан (Phasianus versicolor) Vieillot, 1825

      - Род Chrysolophus J.E. Gray, 1834
        - Вид Диамантен фазан (Chrysolophus amherstiae) (Leadbeater, 1829)
        - Вид Златен фазан (Chrysolophus pictus) (Linnaeus, 1758)

      - Род Паунови фазани (Polyplectron) Temminck, 1813
        - Вид Сив паунов фазан (Polyplectron bicalcaratum) (Linnaeus, 1758)
        - Вид Бронзовоопашат паунов фазан (Polyplectron chalcurum) (Lesson, 1831)
        - Вид Палавански паунов фазан (Polyplectron emphanum) Temminck, 1831 – Наполеонов фазан
        - Вид Гермайнов паунов фазан (Polyplectron germaini) Elliot, 1866
        - Вид Планински паунов фазан (Polyplectron inopinatum) (Rothschild, 1903)
        - Вид Хайнански паунов фазан (Polyplectron katsumatae) (Rothschild, 1906)
        - Вид Малайски паунов фазан (Polyplectron malacense) (Scopoli, 1786)
        - Вид Борнейски паунов фазан (Polyplectron schleiermacheri) Bruggemann, 1877

      - Род Lophophorus Temminck, 1813
        - Вид Хималайски монал (Lophophorus impejanus) (Latham, 1790)
        - Вид Китайски монал (Lophophorus lhuysii) A.G. Saint-Hilaire, 1866
        - Вид Монал на Склатер (Lophophorus sclateri) Jerdon, 1870

      - Род Rheinartia Maingonnat, 1882
        - Вид Rheinartia ocellata (Elliot, 1871)

      - Род Argusianus Rafinesque, 1815
        - Вид Аргус (Argusianus argus) (Linnaeus, 1766)
        - Вид Argusianus bipunctatus Wood, 1871

      - Род Пауни (Pavo) Linnaeus, 1758
        - Вид Обикновен паун (Pavo cristatus) (Linnaeus, 1758)
        - Вид Зелен паун (Pavo muticus) Linnaeus, 1766

      - Род Afropavo Chapin, 1936
        - Вид Африкански паун (Afropavo congensis) Chapin, 1936 – Конгоански паун

    - Подсемейство Meleagridinae G.R. Gray, 1840
      - Род Пуйки (Meleagris) Linnaeus, 1758
        - Вид Дива пуйка (Meleagris gallopavo) Linnaeus, 1758
        - Вид Паунова пуйка (Meleagris ocellata) Cuvier, 1820

    - Подсемейство Perdicinae Horsfield, 1821
      - Род Пъдпъдъци (Coturnix) Garsault, 1764
        - Вид †Coturnix gomerae Jaume, McMinn & Alcover, 1993
        - Вид †Новозеландски пъдпъдък (Coturnix novaezelandiae) Quoy & Gaimard, 1830
        - Вид Китайски пъдпъдък (Coturnix chinensis) Linnaeus, 1766
        - Вид Черногръд пъдпъдък (Coturnix coromandelica) (Gmelin, 1789)
        - Вид Пъдпъдък (Coturnix coturnix) (Linnaeus, 1758)
        - Вид Coturnix delegorguei Delegorgue, 1847
        - Вид Японски пъдпъдък (Coturnix japonica) Temminck & Schlegel, 1849
        - Вид Австралийски пъдпъдък (Coturnix pectoralis) Gould, 1837
        - Вид Кафяв пъдпъдък (Coturnix ypsilophora) Bosc, 1792

      - Род Франколини (Francolinus) Stephens, 1819
        - Вид Черен франколин (Francolinus francolinus) (Linnaeus, 1766)
        - Вид Francolinus pictus (Jardine & Selby, 1828)
        - Вид Francolinus pintadeanus (Scopoli, 1786)
        - Вид Francolinus pondicerianus (Gmelin, 1789)
        - Вид Francolinus gularis (Temminck, 1815)
        - Вид Peliperdix coqui (Smith, 1836)
        - Вид Peliperdix albogularis Hartlaub, 1854
        - Вид Peliperdix schlegelii Heuglin, 1863
        - Вид Peliperdix lathami Hartlaub, 1854
        - Вид Dendroperdix sephaena (Smith, 1836)
        - Вид Scleroptila streptophorus (Ogilvie-Grant, 1891)
        - Вид Scleroptila finschi Barboza du Bocage, 1881
        - Вид Scleroptila levaillantii (Valenciennes, 1825)
        - Вид Scleroptila africanus Stephens, 1819
        - Вид Scleroptila psilolaemus Gray, 1867
        - Вид Scleroptila shelleyi Ogilvie-Grant, 1891
        - Вид Scleroptila levaillantoides (Smith, 1836)
        - Вид Pternistis squamatus Cassin, 1857
        - Вид Pternistis ahantensis Temminck, 1851
        - Вид Pternistis griseostriatus Ogilvie-Grant, 1890
        - Вид Pternistis hartlaubi Bocage, 1869
        - Вид Двушпорест франколин (Pternistis bicalcaratus) (Linnaeus, 1766)
        - Вид Pternistis icterorhynchus Heuglin, 1863
        - Вид Pternistis clappertoni Children, 1826
        - Вид Pternistis harwoodi Blundell & Lovat, 1899
        - Вид Pternistis hildebrandti Cabanis, 1878
        - Вид Pternistis jacksoni Ogilvie-Grant, 1891
        - Вид Pternistis nobilis Reichenow, 1908
        - Вид Pternistis camerunensis Alexander, 1909
        - Вид Pternistis swierstrai (Roberts, 1929)
        - Вид Кафявоглав франколин (Pternistis castaneicollis) Salvadori, 1888
        - Вид Етиопски франколин (Pternistis erckelii) (Rüppell, 1835)
        - Вид Pternistis ochropectus (Dorst & Jouanin, 1952)
        - Вид Pternistis adspersus Waterhouse, 1838
        - Вид Pternistis capensis (Gmelin, 1789)
        - Вид Pternistis natalensis Smith, 1834
        - Вид Pternistis leucoscepus (Gray, 1867)
        - Вид Pternistis rufopictus Reichenow, 1867
        - Вид Червеноврат франколин (Pternistis afer) (Müller, 1766)
        - Вид Pternistis swainsonii (Smith, 1836)

      - Род Улари (Tetraogallus) J.E. Gray, 1832
        - Вид Кавказки улар (Tetraogallus caucasicus) (Pallas, 1811)
        - Вид Каспийски улар (Tetraogallus caspius) (S.G. Gmelin, 1784)
        - Вид Тибетски улар (Tetraogallus tibetanus) Gould, 1854
        - Вид Алтайски улар (Tetraogallus altaicus) (Gebler, 1836)
        - Вид Хималайски улар (Tetraogallus himalayensis) G.R. Gray, 1843

      - Род Anurophasis van Oort, 1910
        - Вид Anurophasis monorthonyx van Oort, 1910

      - Род Ophrysia Bonaparte, 1856
        - Вид Хималайски пъдпъдък (Ophrysia superciliosa) (J.E. Gray, 1846)

      - Род Perdicula Hodgson, 1837
        - Вид Perdicula argoondah (Sykes, 1832)
        - Вид Perdicula asiatica (Latham, 1790)
        - Вид Perdicula erythrorhyncha (Sykes, 1832)
        - Вид Perdicula manipurensis Hume, 1881

      - Род Ptilopachus Swainson, 1837
        - Вид Ptilopachus petrosus (Gmelin, 1789)
        - Вид Ptilopachus nahani (Dubois, 1905)

      - Род Lerwa Hodgson, 1837
        - Вид Lerwa lerwa (Hodgson, 1833)

      - Род Tetraophasis Elliot, 1871
        - Вид Tetraophasis obscurus (J. Verreaux, 1869)
        - Вид Tetraophasis szechenyii Madarász, 1885

      - Род Кеклици (Alectoris) Kaup, 1829
        - Вид Берберски кеклик (Alectoris barbara) (Bonnaterre, 1792)
        - Вид Тракийски кеклик (Alectoris chukar) (J.E. Gray, 1830)
        - Вид Планински кеклик (Alectoris graeca) (Meisner, 1804)
        - Вид Alectoris magna (Prjevalsky, 1876)
        - Вид Alectoris melanocephala (Ruppell, 1835)
        - Вид Alectoris philbyi Lowe, 1934
        - Вид Червен кеклик (Alectoris rufa) Linnaeus, 1758

      - Род Ammoperdix Gould, 1851
        - Вид Персийска пустинна яребица (Ammoperdix griseogularis) (Brandt, 1843)
        - Вид Арабска пустинна яребица (Ammoperdix heyi) (Temminck, 1825)

      - Род Яребици (Perdix) Brisson, 1760
        - Вид Perdix dauurica (Pallas, 1811)
        - Вид Perdix hodgsoniae (Hodgson, 1857)
        - Вид Яребица (Perdix perdix) Linnaeus, 1758

      - Род Rhizothera G.R. Gray, 1841
        - Вид Rhizothera dulitensis Ogilvie-Grant, 1895
        - Вид Дългоклюна яребица (Rhizothera longirostris) (Temminck, 1815)

      - Род Margaroperdix Reichenbach, 1853
        - Вид Margaroperdix madagascariensis (Scopoli, 1786)

      - Род Melanoperdix Jerdon, 1864
        - Вид Черна яребица (Melanoperdix nigra) (Vigors, 1829)

      - Род Xenoperdix Dinesen, Lehmberg, Svendsen, Hansen & Fjeldsa, 1994
        - Вид Xenoperdix obscuratus Bowie & Fjeldså, 2005
        - Вид Xenoperdix udzungwensis Dinesen, Lehmberg, Svendsen, Hansen & Fjeldså, 1994

      - Род Arborophila Hodgson, 1837
        - Вид Arborophila ardens (Styan, 1892)
        - Вид Arborophila atrogularis (Blyth, 1849)
        - Вид Arborophila brunneopectus (Blyth, 1855)
        - Вид Arborophila campbelli (Robinson, 1904)
        - Вид Arborophila cambodiana Delacour & Jabouille, 1928
        - Вид Кестенявогърда горска яребица (Arborophila charltonii) (Eyton, 1845)
        - Вид Arborophila chloropus (Blyth, 1859)
        - Вид Arborophila crudigularis (Swinhoe, 1864)
        - Вид Arborophila diversa Riley, 1930
        - Вид Arborophila davidi Delacour, 1927
        - Вид Белоогърличеста яребица (Arborophila gingica) (Gmelin, 1789)
        - Вид Arborophila hyperythra (Sharpe, 1879)
        - Вид Arborophila javanica (Gmelin, 1789)
        - Вид Arborophila mandellii Hume, 1874
        - Вид Сивогръда горска яребица (Arborophila orientalis) (Horsfield, 1821)
        - Вид Arborophila rolli (Rothschild, 1909)
        - Вид Arborophila rubrirostris (Salvadori, 1879)
        - Вид Arborophila rufipectus Boulton, 1932
        - Вид Arborophila rufogularis (Blyth, 1849)
        - Вид Arborophila sumatrana Ogilvie-Grant, 1891
        - Вид Arborophila torqueola (Valenciennes, 1825)

      - Род Caloperdix Blyth, 1861
        - Вид Ръждивокафява яребица (Caloperdix oculeus) (Temminck, 1815)

      - Род Haematortyx Sharpe, 1879
        - Вид Haematortyx sanguiniceps Sharpe, 1879

      - Род Rollulus Bonnaterre, 1791
        - Вид Качулат франколин (Rollulus rouloul) (Scopoli, 1786)

      - Род Bambusicola Gould, 1863
        - Вид Bambusicola fytchii Anderson, 1871
        - Вид Bambusicola thoracicus (Temminck, 1815)

    - Подсемейство Глухарови Tetraoninae Vigors, 1825
      - Род Falcipennis Elliot, 1864
        - Вид Falcipennis canadensis (Linnaeus, 1758)
        - Вид Falcipennis falcipennis (Hartlaub, 1855)
        - Вид Falcipennis franklinii (Douglas, 1829)

      - Род Dendragapus Elliot, 1864
        - Вид Dendragapus fuliginosus (Ridgway, 1873)
        - Вид Dendragapus obscurus (Say, 1823)

      - Род Lagopus Brisson, 1760
        - Вид Снежна яребица (Lagopus lagopus) (Linnaeus, 1758)
        - Вид Lagopus leucura (Richardson, 1831)
        - Вид Тундрова яребица (Lagopus muta) (Montin, 1781)

      - Род Тетреви (Tetrao) Linnaeus, 1758
        - Вид Кавказки тетрев (Tetrao mlokosiewiczi) (Taczanowski, 1875)
        - Вид Tetrao parvirostris Bonaparte, 1856
        - Вид Тетрев (Tetrao tetrix) (Linnaeus, 1758)
        - Вид Глухар (Tetrao urogallus) Linnaeus, 1758

      - Род Лещарки (Tetrastes) Keyserling & J.H. Blasius, 1840
        - Вид Лещарка (Tetrastes bonasia) Linnaeus, 1758
        - Вид Tetrastes sewerzowi Prjevalsky, 1876

      - Род Bonasa Stephens, 1819
        - Вид Виргински пъдпъдък (Bonasa umbellus) (Linnaeus, 1766)

      - Род Centrocercus Swainson, 1832
        - Вид Пелинов тетрев (Centrocercus urophasianus) Bonaparte, 1827
        - Вид Centrocercus minimus Young, Braun, Oyler-McCance, Hupp & Quinn, 2000

      - Род Tympanuchus Gloger, 1841
        - Вид Прериен тетрев (Tympanuchus cupido) (Linnaeus, 1758)
        - Вид Tympanuchus pallidicinctus (Ridgway, 1873)
        - Вид Tympanuchus phasianellus (Linnaeus, 1758)